# 阿巴拉克
阿巴拉克是尼日爾北部的小鎮，由塔瓦大區負責管轄，位於薩赫勒北端，距離首都尼阿美680公里，海拔高度145米，是該地區的市集，2001年人口12,764。